# Mazin
Mazin é um sobrenome de origem italiana.
Nos livros de Registro de Imigrantes da Hospedaria São Paulo 033, página 189 (Hoje conhecido como Memorial do Imigrante), constatam que Cherubino Masin, de Nacionalidade Italiana, com 37 anos de idade, do sexo masculino, chegou ao Brasil desembarcando do navio "A. Dória", com destino a "Dois Córregos" na data de 19 de Março de 1892, em Santos - São Paulo, vindo da Villa Bartolomea região de Veneto na Itália.
Responsável por si próprio trouxe consigo sua esposa Ângela de 30 anos e seus filhos: Lucindo Masin de 09 anos; Ricardo Masin de 07 anos; e a filha caçula Ermínia com idade de 05 anos. Já no território Brasileiro veio ao mundo um filho por nome de Pedro, aos 22 de Abril de 1894 na vila de Dois Córregos, no estado de São Paulo.
Viveram boa parte da vida na cidade de Bariri - SP, no bairro Viuval.